# Человек-амфибия
«Челове́к-амфи́бия» — научно-фантастический роман о человеке, способном жить под водой, написанный Александром Беляевым в 1927 году. Получил широкую известность в родной стране писателя, как и снятый в 1961 году по его мотивам советский фильм «Человек-амфибия» с Владимиром Кореневым и Анастасией Вертинской в главных ролях.

## История
Роман был впервые опубликован в 1928 году в журнале «Вокруг света» (М.; № 1—13). Два отдельных издания — в том же 1928 году в издательстве «Земля и фабрика».